# Chee Hong Tat

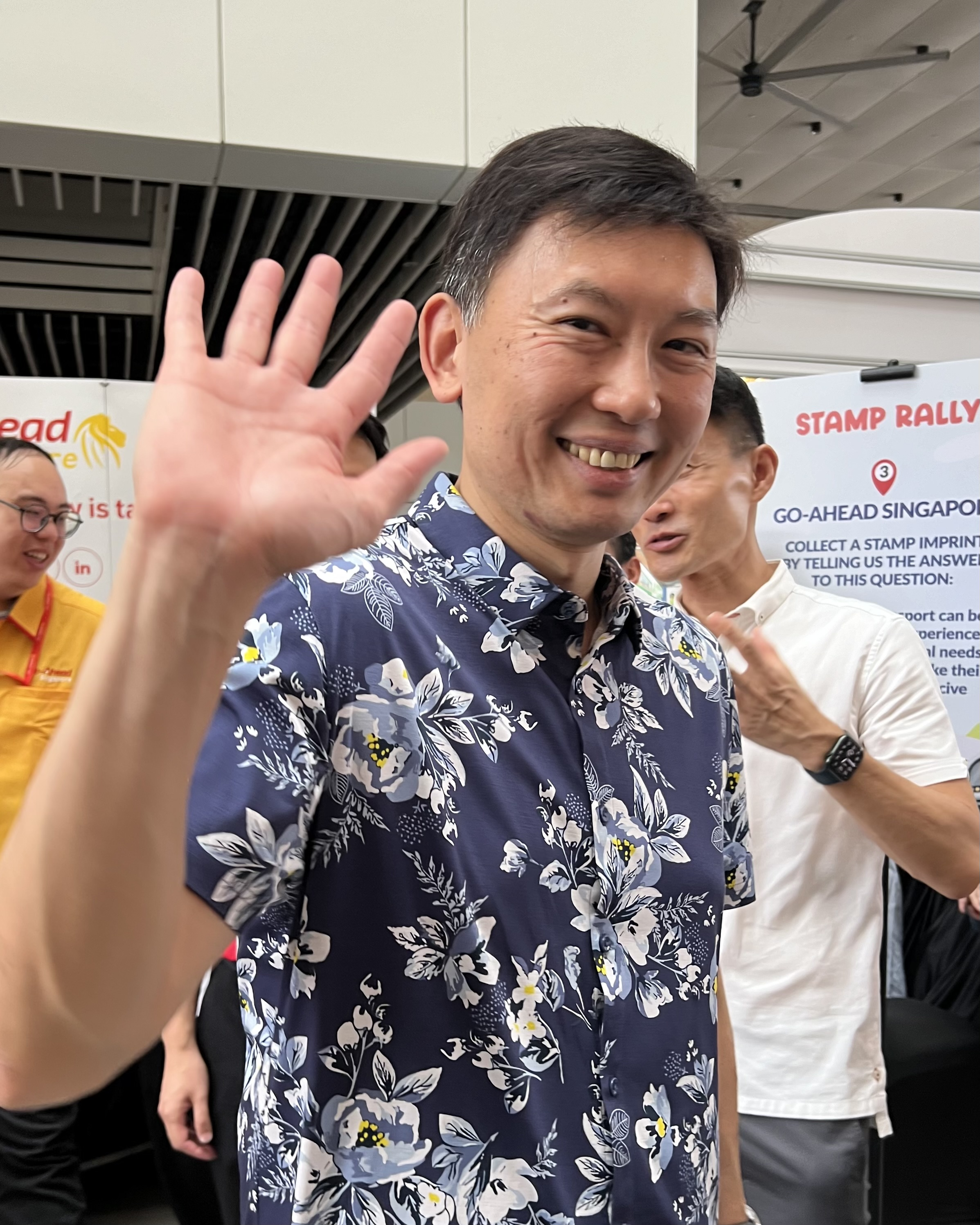
Chee Hong Tat

Chee Hong Tat (chinesisch 徐芳达, Pinyin Xú Fāngdá; * 1973) ist ein Politiker der People’s Action Party (PAP) aus Singapur, der unter anderem seit 2015 Mitglied des Parlaments ist und verschiedene Juniorministerposten innehatte. Seit 2020 ist er Leitender Staatsminister im Verkehrsministerium sowie seit 2021 auch stellvertretender Generalsekretär des Nationalen Gewerkschaftsverbandes NTUC (National Trades Union Congress).

## Leben
Chee Hong Tat begann nach dem Schulbesuch ein Studium der Fächer Elektroingenieurwesen und Computerwissenschaft an der University of California, Berkeley, das er 1996 mit einem Bachelor of Science (B.Sc. Electrical Engineering and Computer Science) mit höchster Auszeichnung beendete. Ein zugleich begonnenes Studium der Wirtschaftswissenschaft an der University of California, Berkeley schloss er 1996 mit einem Bachelor of Arts (B.Sc. Economics) ebenfalls mit höchster Auszeichnung ab. 1998 trat er in den öffentlichen Dienst ein und arbeitete in der Folgezeit im Innenministerium, im Finanzministerium, im Verkehrsministerium und im Bildungsministerium. Ein postgraduales Studium im Fach Betriebswirtschaftslehre an der University of Adelaide schloss er 2006 mit einem Master of Business Administration (MBA) ab. 2008 wurde er Leitender Privatsekretär (Principal Private Secretary) von Minister Mentor Lee Kuan Yew, der zwischen 1959 und 1990 Premierministers von Singapur war. 2011 übernahm er den Posten als Chief Executive Officer der Energiemarktverwaltung (Energy Market Authority) sowie im Anschluss 2014 als Zweiter Beamteter Staatssekretär im Ministerium für Handel und Industrie (Second Permanent Secretary at the Ministry of Trade and Industry).
Bei den Wahlen am 11. September 2015 wurde Chee für die People’s Action Party (PAP) im Gruppen-Wahlkreis GRC (Group Representation Constituency) Bishan-Toa Payoh erstmals zum Mitglied des Parlaments gewählt. Nach der Wahl wurde er am 1. Oktober 2015 von Premierminister Lee Hsien Loong erstmals in ein Regierungsamt berufen und fungierte bis zum 30. April 2017 sowohl als Staatsminister im Gesundheitsministerium (Minister of State, Ministry of Health) als auch als Staatsminister im Ministerium für Kommunikation und Information (Minister of State, Ministry of Communications and Information). Danach war er zwischen dem 1. Mai 2017 und dem 30. April 2018 in Personalunion Leitender Staatsminister im Gesundheitsministerium (Senior Minister of State, Ministry of Health) als auch als Leitender Staatsminister im Ministerium für Kommunikation und Information (Senior Minister of State, Ministry of Communications and Information). Im Anschluss fungierte er vom 1. Mai 2018 bis zum 26. Juli 2020 sowohl als Leitender Staatsminister im Ministerium für Handel und Industrie (Senior Minister of State, Ministry of Trade and Industry) als Leitender Staatsminister im Bildungsministerium (Senior Minister of State, Ministry of Education).
Bei den Wahlen am 11. Juli 2020 wurde er für die PAP im Wahlkreis Bishan-Toa Payoh GRC abermals zum Mitglied des Parlaments gewählt. Nach der Wahl wurde er von Premierminister Lee Hsien Loong am 27. Juli 2020 zum Leitenden Staatsminister im Außenministerium (Senior Minister of State, Ministry of Foreign Affairs) sowie zum Leitenden Staatsminister im Verkehrsministerium (Senior Minister of State, Ministry of Transport) ernannt. Am 14. Mai 2021 legte er sein Amt als Leitender Staatsminister im Außenministerium, nachdem er zuvor die Funktion als stellvertretender Generalsekretär des Nationalen Gewerkschaftsverbandes NTUC (National Trades Union Congress) übernahm. Er ist verheiratet und Vater von vier Kindern.